# Геосистема
Геосисте́ма, географічна система (дав.-гр. γε, трансліт. — Земля та дав.-гр. σύστημα, трансліт. — ціле з частин; англ. geosystem) — географічне утворення, системи різного рівня, що складаються з цілісної множини взаємопов'язаних, взаємодіючих компонентів. Найбільша планетарна геосистема — географічна оболонка, система взаємодіючих компонентів: літосфери, гідросфери, атмосфери та біосфери. Компоненти геосистеми тісно взаємопов'язані між собою через потоки речовини та енергії, процеси гравітаційного переміщення твердого матеріалу, вологообмін та міграцію хімічних елементів.

## Історія
Термін вперше запропонований в 1963 році радянським вченим В. Б. Сочавою. За його визначенням, геосистеми — 
|  | природно-географічні єдності усіх можливих категорій, від планетарної геосистеми (географічної оболонки) до елементарної геосистеми (фізико-географічної фації). |

Склалися 4 групи основних визначень поняття геосистеми. Термін пропонується використовувати:
- для природних географічних утворень;
- для складних утворень, що включають в себе одночасно елементи природи, населення, господарства;
- як для природних, так і для соціально-економічних утворень;
- для позначення всіх об'єктів галузей знань, що охоплюють науки про Землю.

Поняття геосистеми також використовується при виділенні і характеристиці широкого класу географічних утворень: географічна оболонка, географічні ландшафти, територіально-виробничі комплекси, системи розселення, біогеоценози, територіальні рекреаційні системи, природно-технічні системи і так далі.

## Моделювання геосистем
Для аналізу геосистем використовують три моделі:
- моносистемна — в ній елементами геосистеми виступають компоненти природи чи господарства;
- полісистемна — її елементи, це геосистеми нижчого рангу;
- динамічна — як елементи розглядає стан геосистеми, часові модифікації системи.

## Стійкість геосистем
Сті́йкість геосисте́м, на думку більшості вчених, — це здатність геосистем активно зберігати свою структуру і характер функціонування у просторі та часі за впливу змінних умов зовнішнього середовища.
Перша публікація, присвячена саме проблемам стійкості, вийшла в 1937 р. Це була праця Е. Маркуса «Стан рівноваги в ландшафті» [цит. за:].
Активно ця властивість ландшафтів почала досліджуватись вченими лише починаючи з 70-х років ХХ століття. Наприклад, В. Сочава (1967) розглядав у своїх працях стійкість як здатність утримувати простір і відновлювати структуру геосистем після порушення (тобто як інертність та відновлюваність). Холдінг К. (1973) трактував стійкість як здатність повертатись після збурення до початкового стану (тобто лише як відновлюваність). Подібний зміст вкладав у це поняття й Печуркін М. С. (1977), на думку якого стійкість — це здатність повертатися до початкового рівня функціонування після короткочасних збурень. Натомість, за визначенням Дьяконова К. Н. (1974), стійкість — тотожна інертності (це постійність характеристик системи в часі)
Отож, із самого початку досліджень помітні деякі відмінності у розумінні суті даного поняття, що відображаються, зокрема, у його визначеннях. Одними із найґрунтовніших розробок з цієї проблематики на теренах України є праці Гродзинського М. Д. та Шищенка П. Г., які ще у 1977 р. запропонували механізм стійкості на основі теорії резервування складних систем, за якою стійкість забезпечується надлишковістю структурних елементів і функцій (при відмові одного чи декількох елементів їх функції виконуються тими, що залишились), а також перерозподілом функцій (збільшення одних елементів і зменшення інших у виконанні однієї чи декількох функцій).
Загальновизнаними є тлумачення Гродзинським М. Д. (1993) форм стійкості природних систем, а саме інертності (здатності геосистем при дії на неї зовнішнього фактора зберігати свій стан в межах окресленої області протягом усього визначеного інтервалу часу), відновлюваності (здатності геосистеми повертатися до початкової області станів після виходу з неї) і пластичності (наявності в геосистемі декількох областей станів, знаходячись у яких вона має здатність до інертності та (або) відновлюваності, її здатність при дії зовнішнього фактора переходити з однієї такої області до іншої, зберігаючи за рахунок цього свої інваріантні ознаки впродовж визначеного інтервалу часу), враховуючи які, більшість сучасних вчених формулюють свої визначення поняття «стійкості».
Арманд О. Д. (1988) виділив чотири групи механізмів стійкості:
1. механізми стабілізації стану (інерція, обмеження обміну з навколишнім середовищем, проточність; негативні, позитивні і конкурентні зворотні зв'язки)
2. механізми збереження типу функціонування (надійність, еластичність, розбігання по екологічних нішах і розбігання в географічному просторі)
3. механізми збереження структури (механізм включення резервних програм, тимчасового переходу в закритий стан, накопичення резервів, симбіоз, адаптаційна еволюція)
4. механізми збереження траєкторії руху[4]

Покровський С. Г. (2001), виходячи з механізмів стійкості, що пов'язані з фундаментальними природними законами, виділяє три види стійкості:

- фізична стійкість, що визначається зовнішнім потоком енергії, що підходить до геосистеми. Постійність коливання його характеристик в часі й забезпечує стійкість;
- хімічна стійкість залежить від спрямованості, рівня і швидкості перетворення речовини, що створює матеріальний світ. Рівновага підтримується завдяки постійному коливанню в часі хімічних параметрів повітря, води, живих організмів, а також стабільності та постійності «хімічного обміну» між компонентами ландшафту;
- біологічна стійкість, що стосується популяцій в цілому, а не окремих особин, яким не притаманна стійкість[5].

М. А. Глазовська (1989), Дж. Фортеск'ю (1985), В. П. Солнцева (1982) виділяють такі головні
механізми та фактори, що сприяють самоочищенню геосистеми:

- самоочищення завдяки винесенню забруднень з поверхневим стоком (відбувається за умов значного нахилу поверхні, високого ерозійного розчленування території, частої повторюваності інтенсивних опадів, незадернованості та малої водопроникності ґрунту);
- самоочищення геосистем завдяки фільтраційним водам (можливе за умов високої водопроникності ґрунтів і підґрунтя, відсутності випаровувального та механічного ландшафтно-геохімічних бар'єрів; малого кореневого живлення рослин);
- самоочищення вітропотоком (при частій повторюваності дефляційно небезпечних вітрів, наявності ландшафтно-геохімічних бар'єрів на поверхні ґрунту (механічного, випаровувального), сприятливий рельєф (навітряні схили, вузькі вододільні рівнини), малій протиерозійній стійкості ґрунту;
- винесення забруднюючих речовин з рослинною продукцією, зокрема щорічним збором врожаю;
- внаслідок зв'язування токсичних сполук у важкодоступні форми або їх розпаду[6].